# 20th Television Animation
20th Television Animation (ранее Fox Television Animation) — американская анимационная студия, создающая, мультфильмы и мультсериалы для взрослых. Это подразделение Disney Television Studios, дочерней компании Walt Disney Television, которая является частью подразделения Disney General Entertainment Content The Walt Disney Company.

## История

Ранний логотип студии.

### 1999–2020: объединение 20th Century Fox Television и 20th Television Animation
Студия была основана 19 мая 1999 года. Её первым проектом был третий сезон мультсериала «Гриффины» в третьем сезоне, первые два сезона сняла компания Film Roman. Студия совместно с Сет Макфарлейном занималась производством мультсериалов «Американский папаша!» и «Шоу Кливленда». В 2016 году Fox Television Animation взяла на себя производство мультсериала Мэтта Грейнинга «Симпсоны».
Большинство анимационных проектов от 20th Television Animation подаются субподряду со сторонними анимационными компаниями, такими как Film Roman, Titmouse, Inc., Bento Box Entertainment и Rough Draft Studios, но компания поддерживает 20th Television Animation в качестве собственного варианта. Поскольку компания выступает в качестве производственного дома по найму, она не рассматривается как помеченное подразделение 20th Century Studios, таких как Touchstone Television или Searchlight Pictures. Студия специализируется на пре- и постпродакшне анимации, в то время как фактическим производством анимации занимаются студии в Южной Корее. Частыми подрядчиками 20th Television Animation являются Digital eMation, Yearim Productions, AKOM Production и Rough Draft Korea.
Студия имеет место в районе Миля чудес в Лос-Анджелесе. Её сотрудники представлены The Animation Guild, IATSE Local 839.

### 2019–н.в: под Disney Television Studios
В марте 2019 года 20th Century Fox Television, 20th Television и Fox Television Animation были приобретены The Walt Disney Company и интегрированы в Walt Disney Television как часть Disney Television Studios.В сентябре 2020 года Fox Television Animation была переименована в 20th Television Animation, начиная с новых эпизодов шоу, находящихся в производстве в компании.
В декабре 2020 года было объявлено, что компания будет перезапущена как отдельное подразделение 20th Television. В марте 2021 года Марси Пройетто была предварительно назначена президентом компании. В конце концов, он вступил в силу в сентябре с экранным логотипом компании, впервые появившимся после титров в 33 сезоне «Симпсонов», во втором сезоне «Великого севера», в 12-м сезона «Закусочной Боба» и в 20-м сезоне «Гриффинов». Компания фокусируется на производстве и разработке анимационных проектов, ориентированных на взрослых, в отличие от их Disney Television Animation. В соответствии с новым воплощением 20th Television Animation возьмет на себя исполнительный надзор за производством всех анимационных проектов, которые до этого момента находились под наблюдением 20th Television. Это позволило сериалу, что 20th Television Animation уже производила анимацию для часов до 20th Television, полностью под управлением одной компании, в то время как сериалы, анимация которых была произведена третьей компанией, сохранят эти отношения, а 20th Television Animation поглощает только вышестоящее производство и выступает в качестве нового клиента для подрядчика анимации.
16 марта 2022 года было объявлено, что студия будет сотрудничать с ориентированной на детей сестринской студией Disney Television Animation для создания мультсериалов для взрослых, мини-сериалов и фильмов для Disney+.

## Телевидение
| Название                  | Жанр                          | Премьера                | Окончание               | Число сезонов           | Сеть или платформа                                           | Совместное производство | Примечания |
| Как анимационный сервис   | Как анимационный сервис       | Как анимационный сервис | Как анимационный сервис | Как анимационный сервис | Как анимационный сервис                                      | Как анимационный сервис | Как анимационный сервис |
| ------------------------- | ----------------------------- | ----------------------- | ----------------------- | ----------------------- | ------------------------------------------------------------ | --- | --- |
| «Шоу Кливленда»           | Семейная комедия              | сентябрь 27, 2009       | май 19, 2013            | 4                       | Fox                                                          | Persons Unknown Productions Happy Jack Productions Fuzzy Door Productions                                                                                        | Написана как Fox Television Animation |
| Как продюсерская компания |                               |                         |                         |                         |                                                              | | |
| «Симпсоны»                | Семейная комедия              | декабрь 17, 1989        | н. в.                   | 33                      | Fox                                                          | Gracie Films | Анимационный сервис с 28-го по 32-й сезоны; продюсерская компания с 33-го сезона. |
| «Гриффины»                | Семейная комедия              | январь 31, 1999         | н. в.                   | 20                      | Fox                                                          | Fuzzy Door Productions | Анимационный сервис с 3-го по 19-й сезоны; продюсерская компания с 20-го сезона; первоначально отменен на Fox 1 августа 2000 года и 14 февраля 2002 года, потом вернулся 1 мая 2005 года; эпизод «When You Wish Upon a Weinstein» первоначально транслировался на Adult Swim 9 сентября 2003 года, а затем на Fox 11 декабря 2004 года; «Partial Terms of Endearment» первоначально транслировалась на BBC Three 24 июня 2010 года. |
| «Футурама»                | Научно-фантастическая комедия | март 28, 1999           | н. в.                   | 7                       | Fox (сезоны 1–4) Comedy Central (сезоны 5–7) Hulu (сезон 8–) | The ULULU Company Rough Draft Studios (animation) | Продюсерская компания предстоящего возрождения; обозначена как «30th Television Animation»; ранний финальный эпизод вышел Fox on 10 августа 2003 года до релиза четырёх дополнительных direct-to-video мультфильмов с 27 ноября 2007 года по 24 февраля 2009 и вышел на Comedy Central 24 июня 2010 года до 4 сентября 2013 года.                                                                                                   |
| «Американский папаша!»    | Семейная комедия              | февраль 6, 2005         | н. в.                   | 19                      | Fox (seasons 1–11) TBS (сезон 12–)                           | Underdog Productions Fuzzy Door Productions | Анимационный сервис с 1-го по 18 сезоны; производственная компания с 19 сезона; последний эпизод вышел в эфир на Fox 21 сентября 2014 года, потом TBS начал транслировать новые эпизоды несколько недель спустя, 3 октября. |
| «Закусочная Боба»         | Семейная комедия              | январь 9, 2011          | н. в.                   | 12                      | Fox                                                          | Wilo Productions Buck & Millie Productions (seasons 2-10) Bento Box Entertainment (animation)                                                                    | Продюсерская компания с 12-го сезона. |
| Дунканвилль               | Семейная комедия              | февраль 16, 2020        | н. в.                   | 3                       | Fox                                                          | Paper Kite Productions Scullys Productions 3 Arts Entertainment (в титрах не указано) Universal Television Fox Entertainment Bento Box Entertainment (animation) | Производственная компания с 3 сезона; последние шесть эпизодов, выпущенных для 3 сезона, будут выпущены на Hulu. |
| «Обратная сторона Земли»  | Научно-фантастическая комедия | май 8, 2020             | н. в.                   | 3                       | Hulu                                                         | Important Science Justin Roiland's Solo Vanity Card Productions! Bardel Entertainment (animation)                                                                | Продюсерская компания праздничного спецвыпуска. |
| «Центральный парк»        | Музыкальная комедия           | май 29, 2020            | н. в.                   | 2                       | Apple TV+                                                    | Wilo Productions Angry Child Productions Brillstein Entertainment Partners Bento Box Entertainment (animation)                                                   | Продюсерская компания с 3-го сезона. |
| «Великий север»           | Семейная комедия              | январь 3, 2021          | н. в.                   | 2                       | Fox                                                          | Double Molyneux Sister Sheux Wilo Productions Fox Entertainment Bento Box Entertainment (animation)                                                              | Продюсерская компания со второго сезона. |
| «Маленький Демон»         | Комедия ужасов                | август 25, 2022         |                         |                         | FXX                                                          | Harmonious Claptrap ShadowMachine Jersey Films 2nd Avenue FXP | |
| «Человек-коала»           | Супергеройская комедия        |                         |                         |                         | Hulu                                                         | Princess Bento Studios (animation) Justin Roiland's Solo Vanity Card Productions!                                                                                | |
| «Хвала Пити»              | Научно-фантастическая комедия |                         |                         |                         | Freeform                                                     | ShadowMachine Bandera Entertainment | |
| «Кругосветные Битвы»      | Комедийный триллер            |                         |                         |                         | Fox (весь мир) Okko (Россия)                                 | Сhuck-Chuck | |

1. ↑  Указана как The Curiosity Company во время первых двух запусков.
2. ↑  Все еще указана как «20-е Television» на Holiday Special на международном уровне на Disney+. Продюсерская компания с 3-го сезона.